# Giovanni Branca
Giovanni Branca, född 1571, död 1645, var en italienskt uppfinnare och ingenjör. Han skapade en ångturbin (aktionsturbin) projekt.